# Air Cocaïne (série télévisée)
Pour les articles homonymes, voir Affaire Air Cocaïne.
Air Cocaïne est une série télévisée documentaire française diffusée sur Canal+ le 22 mars 2023.

## Synopsis
L'affaire débute le 20 mars 2013, lorsqu'à l'aéroport international de Punta Cana en République dominicaine, 700 kg de cocaïne sont saisis dans 26 valises, dans un avion d'affaires transportant deux passagers.

## Fiche technique
- Genre : Documentaire
- Réalisation : Stéphane Rybojad et Thomas Dandois
- Scénario : Jean Michel Caroit et Aurélien Combelles
- Producteurs : Thierry Marro et Aurélien Combelles
- Sociétés de production : Broadster et Memento
- Pays :  France
- Chaîne de diffusion : Canal+
- Date de diffusion : 22 mars 2023

## Distribution

### Protagonistes
Dans leur propre rôle :
- Franck Colin (présenté comme l'organisateur de l'affaire)[1]
- Bruno Odos (chef pilote)[2]
- Nicolas Pisapia (passager de l'avion)
- Pierre-Marc Dreyfus (PDG de la compagnie aérienne SN-THS)
- Fabrice Alcaud (co-gérant de la compagnie aérienne SN-THS)

### Intervenants
Dans leur propre rôle :
- Pierre Cortès (avocat général)
- Eric Marmottans (journaliste Var-Matin)
- Thierry Fradet (avocat du douanier François-Xavier Manchet)
- Antoine Vey (avocat des pilotes Pascal Fauret et Bruno Odos)
- Jean-Michel Caroit (journaliste au Monde)
- Céline Astolfe (avocate de Fabrice Alcaud)
- Leonardo Milcíades Guzmán (procureur de la République dominicaine)
- Rolando Rosado Mateo (général et directeur de DNCD - Dirección Nacional de Control de Drogas en République dominicaine)

### Comédiens
Acteurs pour illustrer la série :
- Ahmed Amgoud
- Christian Bordeleau
- Sébastien Deleau
- Dave Gordon Boehm
- Loïc Lacoua
- Jean-François Theresin
- Éric Damas
- Jean-François Maunoury
- Philippe Richardin
- Samir Hamdani
- Margeaux Lampley

## Article annexe
- Psychotrope au cinéma et à la télévision